# Кумало, Зонке Амос
Зонке Амос Кумало (англ. Zonke Amos Khumalo; 27 апреля 1927 — 4 июля 2012, Лудзелудзе, Свазиленд) — государственный деятель Свазиленда, министр иностранных дел (1970—1971).

## Биография
Родился в семье королевского смотрителя. Окончил силезианскую Little Flower School в Манзини. Затем получил диплом в области управления образованием педагогического колледжа провинции Начал. Преподавал в Херефордс-Хай-Скул, возглавлял ряд компаний и организаций.
Активно участвовал в подготовке обращения о предоставлении независимости страны, которое было представлено британскому парламенту.
В 1970—1971 годах занимал должность министра иностранных дел. Был направлен королем Собхузой II в Дипломатическую академию Организации Объединенных Наций в Нью-Йорке, чтобы приступить к реализации программы всестороннего установления международных отношений страны.
Затем занимал должность министра юстиции Свазиленда. Выступил одним из инициаторов создания Национального провидентного фонда Свазиленда, который стал ответ на жалобы рабочих на рубеже 1960—1970-х годов, деньги которых были выведены в Соединенные Штаты. Также был одним из инициаторов создания Королевской сахарной корпорации Свазиленда.